# August Friedrich Clauß
August Friedrich Clauß (* 16. Juli 1813 in Lößnitz (Erzgebirge); † 9. April 1892 in Freiberg) war ein sächsischer Jurist und Politiker. Er war von 1854 bis 1885 Bürgermeister von Freiberg sowie von 1854 bis 1884 Abgeordneter in der I. Kammer des Sächsischen Landtags.

## Leben und Wirken
Clauß wurde 1813 in Lößnitz als Sohn des Kurz- und Gelanteriewarenhändlers, auch Ratsbeisitzers Johann Friedrich Clauß und dessen Ehefrau Johanne Wilhelmine geb. Werner geboren. Seine Mutter starb im Wochenbett. Er wurde von seiner Stiefmutter, der Pfarrerstochter Wilhelmine geb. Mittländer aus Neustädtel erzogen. Seine Schulbildung erhielt er an der Elementarschule in Schneeberg und später auch am dortigen Gymnasium. Er besuchte bis 1835 die Universität Leipzig, wo er die Rechtswissenschaften studierte. Als Rechtskandidat war er zunächst in Chemnitz, danach als Aktuar in Zwönitz tätig. Es schloss sich eine siebenjährige Tätigkeit als Sekretär des Fürsten Otto Victor I. von Schönburg in Waldenburg an, mit dem er 1848 beim Niederbrennen des Schlosses durch die Revolutionäre fliehen musste. 1849 wurde Clauß Bürgermeister von Neustädtel, 1850 Rechtsanwalt und Bürgermeister von Borna. Am 7. Oktober 1850 wurde er als erster besoldeter Stadtrat nach Freiberg berufen. Am 1. April 1854 wurde er vom Stadtverordnetenkollegium zum Bürgermeister von Freiberg gewählt. Das Amt trat er am 5. Mai 1854 an. Dieses Amt hatte er bis zum 1. Mai 1885 inne. In seine Amtszeit fällt der Eisenbahnanschluss von Freiberg (1858). Von 1854/55 bis 1883/84 war er Mitglied der I. Kammer des Sächsischen Landtags in der Klasse der Magistratspersonen.
Clauß war ab 1843 mit Emilie geb. Pohl aus Weißenfels verheiratet und hatte mit ihr zwei Töchter. Er starb im April 1892 im Alter von 78 Jahren und wurde auf dem Donatsfriedhof beerdigt.

## Ehrungen
König Albert verlieh ihm 1874 das Ritterkreuz I. Klasse des Zivilverdienstordens. Am 5. Mai 1879 wurde er im Rahmen des silbernen Bürgermeisterjubiläums von der Stadt Freiberg zum Ehrenbürger ernannt. Daneben wurde mit einem Kapital von 3000 Mark die Clauß-Stiftung begründet, deren Zinsen dem Realgymnasium zufließen. Der Gewerbeverein und der Militärverein ernannten ihn bei der Feier zum Ehrenmitglied.